# Claude Scott-Mitchell
Claude Scott-Mitchell (* 5. Januar 1997 in Canberra) ist eine britisch-australische Schauspielerin.

## Leben und Karriere
Scott-Mitchell wurde in Canberra geboren. Sie stammt aus einer Künstlerfamilie, ihr Vater Michael ist Bühnenbildner und ihre Mutter Model. Sie wuchs in Sydney auf und besuchte dort auch die Newtown High School of the Performing Arts. Seit 2017 lebt sie in London.
Ihre Karriere begann sie als Kinderdarstellerin auf der Bühne und trat 2008 in Elke Neidhardts Inszenierung von Don Giovanni an der Opera Australia  auf. 2019 war sie in der Miniserie Reckoning zu sehen. Außerdem trat sie 2020 in dem Film The Dry – Lügen der Vergangenheit auf. Im selben Jahr spielte sie in der Serie Brassic mit. 2022 bekam Scott-Mitchell in der Serie Hotel Portofino eine Hauptrolle.

## Filmografie
Filme
- 2020: The Dry – Lügen der Vergangenheit (The Dry)

Serien
- 2019: Reckoning
- 2020: Brassic
- 2021: Baptiste
- seit 2022: Hotel Portofino

## Theater
- 2008: Don Giovanni
- 2010: Flight
- 2022: The Tempest

## Auszeichnungen

### Nominiert
- 2023: Sydney Theatre Awards in der Kategorie „Best Supporting Performer in a Mainstage Production“[7]